# Садко (клуб)
Клуб «Садко» — клуб аквалангистов Николаева.
Клуб был основан в 1964 году и является одним из старейших клубов подводного спорта в экс-СССР. Клуб занимался поиском и подводным обследованием затонувших в годы Великой Отечественной войны кораблей Краснознаменного Черноморского флота. Цель этой деятельности — восстановление имён павших в боях моряков, поиск документов и других материалов, по которым можно было проследить последние часы и минуты жизни корабля, его команды; подъём на поверхность боевых реликвий для музеев.
За более чем 50 лет истории клуба проведено около 70 экспедиций и походов. В ходе экспедиций были обнаружены два советских самолёта у Лебяжьих островов, морской охотник в Тендровском заливе, миноносец у реки Бельбек, три буксира: «Байкал», «Тайфун» и «ОП-8», несколько барж, советские транспорты «Брянск» и «Сулина», немецкий транспорт «Зальцбург», румынский транспорт «Теодорик», броненосец «Чесма», неизвестные транспорты у Евпатории и Бяжи-лимана. С 1966 года клуб занимается поиском сейнера «Дельфин».

## Упоминания в прессе
- Вячеслав Корчагин. Николаевские подземелья: поиски призраков? // Вокруг Света. № 1 (2700) | Январь 1999
- Статья об экспедиции на эсминец ФРУНЗЕ — Вокруг Света — 2000 год № 4